# Cornelis Ammeroy
Cornelis Ammeroy (ook: Van Ammeroy of Ammeroot) (? - Amsterdam, 7 november 1606) was een klokkengieter, die werkzaam was in de Noordelijke Nederlanden.

## Leven en werk
Ammeroy was een klokkengieter die in 1599 werd benoemd tot klokkengieter van de stad Amsterdam. Hij goot onder meer de klok voor Montelbaanstoren in deze stad. Maar ook voor andere plaatsen goot hij luid- en kerkklokken. Zo goot hij bijvoorbeeld klokken voor de beurstoren in Rotterdam, voor de Hillegondakerk van Hillegersberg, de Noorderkerk in Hoorn, de Waalse kerk van Leiden, de Laurentius- of Abdijkerk van Rijnsburg  en voor kerken in Nieuwveen,  Oude-Niedorp, Ouderkerk aan de Amstel, Scharwoude en Willemstad. De klok die hij goot voor de Sint-Laurentiuskerk in het Friese Echten hangt sinds 1892 in de kerk van het Overijsselse Blankenham.
Ammelroy overleed in november 1606 te Amsterdam. Hij werd begraven in de Nieuwe Kerk aldaar en werd als stadsklokkengieter opgevolgd door Gerrit Koster.

## Opschriften klokken
- Montelbaanstoren Amsterdam - Duuren leer ons Heer tellen onser daghen Om dy met een wys herte te behaghen
- Laurentius kerk Echten - Verbum donini manet in eternum Cornelius Ammeroy me fecit 1597 Laurentius patroon van Echten
- Hillegondakerk van Hillegersberg - Salvum Fac Populum Tuum Domine quem redimisti sanguine tuo Theobaldo Davids Praetore Cornelio Adriani Et Petro Franconis Aditus A.B.H. Secretario in Hillegersberg Cornelius Ammeroy me Fecit 1597
- Kerk van Nieuwveen - Ick ben verandert, maer mijn naem behouden Salvator hiet ick, van stemme bouden Cornelis Ammeroy me fecit 1604
- Noorderkerk Hoorn - Soli Deo gloria Cornelis Ammeroy me fecit anno 1606
- Kerk van Oude Niedorp - Soli Deo gloria 1601 Cornelis Ammeroy me fecit
- Ouderkerk aan de Amstel - Jhesus Maria Johannes Urbanus noster patronus Ysbrant Symonson Bruer Peter Ianson Mol Kercmeesters tot Oudekerck Cornelius Ammeroy me fecit 1603
- Beurstoren Rotterdam - Soli deo gloria Cornelius Ammeroy me fecit 1596
- Klok in de toren van de kerk van Scharwoude - Cornelis Ammeroy me fecit anno 1601
- Hervormde kerk Rijnsburg - Ick roep elck een groot en cleen tot den goodt dienst aendachtich. Vreucht en gheween doe ich verbreen met mijn clanck seer crachtich. Cornelius Ammeroy me fecit Amstelodami Anno 1603